# Carabus victor
Carabus (Archicarabus) victor – gatunek chrząszcza z rodziny biegaczowatych i podrodziny Carabinae.
Gatunek ten został opisany w 1836 roku przez Gotthelfa Fischera von Waldheima. Lokalizacją typową jest Achlazik w Gruzji.
W Bułgarii należy do dużych, drapieżnych epigeobiontów biegających i preferuje lasy kserotermiczne.

## Rozprzestrzenienie
Chrząszcz palearktyczny o chorotypie pontyjsko-kaukaskim. Wykazany z Grecji, Bułgarii, Turcji, Syrii, Gruzji, Armenii i Iranu, w tym ostanu Isfahan. Według Kriżanowskiego i innych zasiedla góry Adżaro-Imeretiańskie i Trialetiańskie.

## Systematyka
Wyróżnia się osiem podgatunków tego biegacza, a ponadto opisano liczne nacje i formy:
- Carabus victor victor Fischer, 1836
- Carabus victor dissolutus Csiki, 1927
- Carabus victor montanellus Heinz et Korge, 1967
- Carabus victor transeuns Lapouge, 1924
  - Carabus victor transeuns n. transeuns Lapouge, 1924
  - Carabus victor transeuns n. akkusanus Breuning, 1964
  - Carabus victor transeuns n. inconspicuus Chaudoir, 1848
  - Carabus victor transeuns n. torulensis Lassalle, 2003
  - Carabus victor transeuns n. loebli Schweiger, 1969
  - Carabus victor transeuns n. cordithorax Blumenthal et Breuning, 1967
- Carabus victor wiedemanni Ménétriés, 1836
- Carabus victor akcakocaensis Blumenthal et Breuning, 1967
  - Carabus victor akcakocaensis n. akcakocaensis Blumenthal et Breuning, 1967
  - Carabus victor akcakocaensis n. mengenicola Schweiger, 1969
- Carabus victor paphlagoniensis Breuning, 1954
  - Carabus victor paphlagoniensis n. paphlagoniensis Breuning, 1954
  - Carabus victor paphlagoniensis n. mussardianus Breuning, 1964
  - Carabus victor paphlagoniensis n. burgassiensis Apfelbeck, 1904
  - Carabus victor paphlagoniensis n. bythinus Lapouge, 1908
    - Carabus victor paphlagoniensis n. bythinus f. gockdaghensis Mandl, 1955

  - Carabus victor paphlagoniensis n. nilufer Schweiger, 1964
  - Carabus victor paphlagoniensis n. winklerianus Breuning, 1932
  - Carabus victor paphlagoniensis n. zindangensis Lassalle, 2003
- Carabus victor anceps Lapouge, 1924